# کاظم افجه‌ای
محمد کاظم افجه هزاری ملقب به کاظم افجه‌ای، از اعضای سازمان مجاهدین خلق ایران بود. افجه‌ای متولد تهران بود و دارای تحصیلات دیپلم بود. او در ۸ تیر ۱۳۶۰ در زندان اوین پس از کشتن محمد کچویی به زندگی خود پایان داد.

## ترور محمد کچویی
کاظم افجه‌ای با سلاحی کمری و با شلیک چندین گلوله کچویی را هدف قرار داد و در حالی که دیگر هیچ گلوله یی در سلاحش باقی نمانده بود، از پله‌های ساختمان سه طبقه اوین بالا رفت و از پنجره طبقه سوم خود را با سر به پایین پرتاب کرد و بر اثر ضربه مغزی به حال اغما افتاد. تلاش پزشکان مؤثر نیفتاد و افجه‌ای در بیمارستان تجریش تهران جان سپرد.

## ترور احمد قدیریان
احمد قدیریان معاون اجرایی قدوسی، به عنوان معاونت اجرایی دادستانی در دستگیری و بازجویی زندانیان نقش داشت که وی نیز توسط کاظم افجه‌ای در زندان اوین مورد حمله قرار گرفت که این ترور نافرجام بود. 

## پس از حادثه
پس از ترور کچویی، محمد رضا سعادتی که پیش تر به ۱۰ سال زندان محکوم شده بود به اتهام طراحی نقشه ترور اعدام شد.